# Bayview Heights (Queensland)
Bayview Heights es un suburbio en la ciudad de Cairns, Queensland, Australia.

## Historia
Bayview Heights está situado en el país aborigen tradicional de Yidinji. El área se llamó acertadamente Bayview en 1947 sobre la base de las vistas al mar. El nombre Bayview Heights se implementó en abril de 1970.